# Dmitriy Cheryshev
Dmitriy Nikolayevich Cheryshev (também usa-se a grafia Tcheryshev) - em russo, Дмитрий Николаевич Черышев (Gorky - atual Níjni Novgorod, 11 de maio de 1969) é um ex-futebolista e treinador de futebol russo que atuava como atacante.
Por sua velocidade, tornou-se conhecido por "A bala de Gorky" e por "Trem" ("Cherie" é seu outro apelido)

## Carreira

### Por clubes
Em 16 anos como jogador de futebol (1989 a 2003), Cheryshev começou nas categorias de base do Torpedo Gorky. Deu seus primeiros passos como profissional no Khimik Dzerzhinsk, entre 1987 e 1988. Defendeu ainda, em seu país, o Lokomotiv Nizhny Novgorod (1990–92), o Dínamo de Moscou (1993–96), o  Sporting Gijón (1996–2001) e o Burgos (2001–02). Sua melhor fase foi no Gijón, onde atuou em 158 partidas, marcando 47 gols.
Pendurou as chuteiras em 2003, quando jogava pelo Aranjuez, e foi neste clube que ele iniciaria sua carreira de técnico no mesmo ano.

## Outras funções
Após deixar o Aranjuez, Cherie foi contratado pelo Real Madrid para trabalhar nas categorias de base do clube merengue, onde inclusive treinou seu filho, Denis.
Em 2010, foi nomeado diretor de futebol do Sibir Novosibirsk, e no ano seguinte faria sua estreia como treinador em uma equipe profissional, o Volga Nizhniy Novgorod, função que desempenhou até 2012.
Treinou ainda a equipe sub-19 do Zenit São Petersburgo, o Irtysh Pavlodar (Cazaquistão) e também foi auxiliar-técnico no Sevilla na temporada 2015–16. Seus últimos clubes foram o Mordovia Saransk (2016–17) e o FC Nizhny Novgorod, treinado pelo ex-atacante em 2018–19.

## Seleções da CEI e da Rússia
Com a dissolução da União Soviética em 1991, Cheryshev fez três partidas pela Seleção da CEI, mas não foi convocado para a Eurocopa de 1992, único torneio disputado pela equipe.
Sua estreia pela Seleção Russa foi em 1994. Chegou a disputar as eliminatórias para a Eurocopa de 1996 (a qual não foi convocado) e para a Copa de 1998 (a Rússia não se classificou), deixando o selecionado com dez partidas realizadas, e um gol marcado, contra San Marino, em 1996.

## Títulos
Dínamo de Moscou
- Copa da Rússia: 1994–95[7]

### Individuais
- Melhores 33 jogadores do Campeonato Russo: 1992, 1994 e 1996[8]